# Ujts
Ujts (in armeno Ույծ) è un comune di 586 abitanti (2010) della Provincia di Syunik in Armenia.